# 楠田久男
楠田 久男（くすだ ひさお、1916年9月25日 - 2020年2月26日）は、日本の機械工学者、佐賀大学元学長。専門は伝熱工学。

## 経歴
鳥栖市出身。旧制佐賀高等学校を経て、1939年9月に九州帝国大学工学部機械工学科卒業。熊本大学工学部教授、佐賀大学理工学部教授、同学部長などを経て、1986年から1990年まで佐賀大学学長を務めた。サガン鳥栖の前身である鳥栖フューチャーズの設立に尽力した。
2020年2月26日、老衰のため鳥栖市の特別養護老人ホームで死去。103歳没。

## 叙勲
- 1988年　佐賀新聞文化賞（学術部門）
- 1990年　勲二等瑞宝章